# Generator kroplowy Kelvina

Schemat generatora kroplowego Kelvina.

Generator kroplowy Kelvina – generator elektrostatyczny. Wykorzystuje on spadające krople wody do wytworzenia różnicy potencjału elektrycznego pomiędzy dwoma wzajemnie przeciwnie ładującymi się zbiornikami. Zasada działania opiera się na indukcji elektrostatycznej, a energia elektryczna wytwarzana jest przez pracę siły grawitacji.
Generator Kelvina został wynaleziony w 1867 roku przez Lorda Kelvina i stąd jego nazwa. 

## Budowa i działanie
Generator w wersji jednobiegunowej składa się z uziemionego zbiornika górnego, w którego dnie umieszczono rurkę, z której kapie woda lub inna ciecz przewodząca prąd elektryczny. Poniżej otworu znajduje się naelektryzowane ciało, zazwyczaj w kształcie pierścienia. W wyniku indukcji elektrostatycznej rurka ze zbiornika górnego jest naelektryzowana ładunkiem o znaku przeciwnym do ładunku pierścienia. Poniżej pierścienia znajduje się kubek zbierający krople. Spadające krople oddają ładunek kubkowi, elektryzując go. Strumień wypływającej cieczy musi rozbić się na krople przed przejściem przez naelektryzowany pierścień lub tuż pod nim. Gdyby ciecz wypływała strumieniem aż do kubka w wyniku przewodzenia prądu przez ciecz, kubek uległby rozelektryzowaniu. Wersja ta wymaga wstępnego naelektryzowania pierścienia i utrzymania tego naelektryzowania. 
W wersji z dwoma kapiącymi układami pierścienie są połączone do przeciwnych kubków elektryzując się od nich. Wzrost naelektryzowania kubków zwiększa naelektryzowanie pierścieni zwiększając wydajność maszyny. Do rozpoczęcia pracy układ wymaga choćby niewielkiego naelektryzowania, które zazwyczaj występuje samoistnie.

## Zastosowanie
Obecnie ma jedynie znaczenie pokazowe w dydaktyce fizyki, może służyć jako źródło ładunku lub wysokiego napięcia do doświadczeń fizycznych. 